# Caravaggio (Lombardia)
Caravaggio é uma comuna italiana da região da Lombardia, província de Bérgamo, com cerca de 14.112 habitantes. Estende-se por uma área de 32 km², tendo uma densidade populacional de 441 hab/km². Faz fronteira com Bariano, Brignano Gera d'Adda, Calvenzano, Capralba (CR), Fornovo San Giovanni, Misano di Gera d'Adda, Morengo, Mozzanica, Pagazzano, Sergnano (CR), Treviglio.
Nesta comuna acha-se o famosíssimo Santuário de Nossa Senhora de Caravaggio.
É o local de nascimento de Michelangelo Merisi (conhecido comumente como Caravaggio), importante pintor do Barroco.

## Demografia
| Variação demográfica do município entre 1861 e 2011                               |
|                                                                                   |
| Fonte: Istituto Nazionale di Statistica (ISTAT) - Elaboração gráfica da Wikipedia |

## Imagens

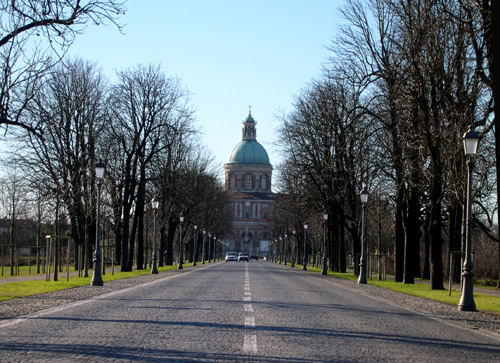
A avenida que leva atè o santuário
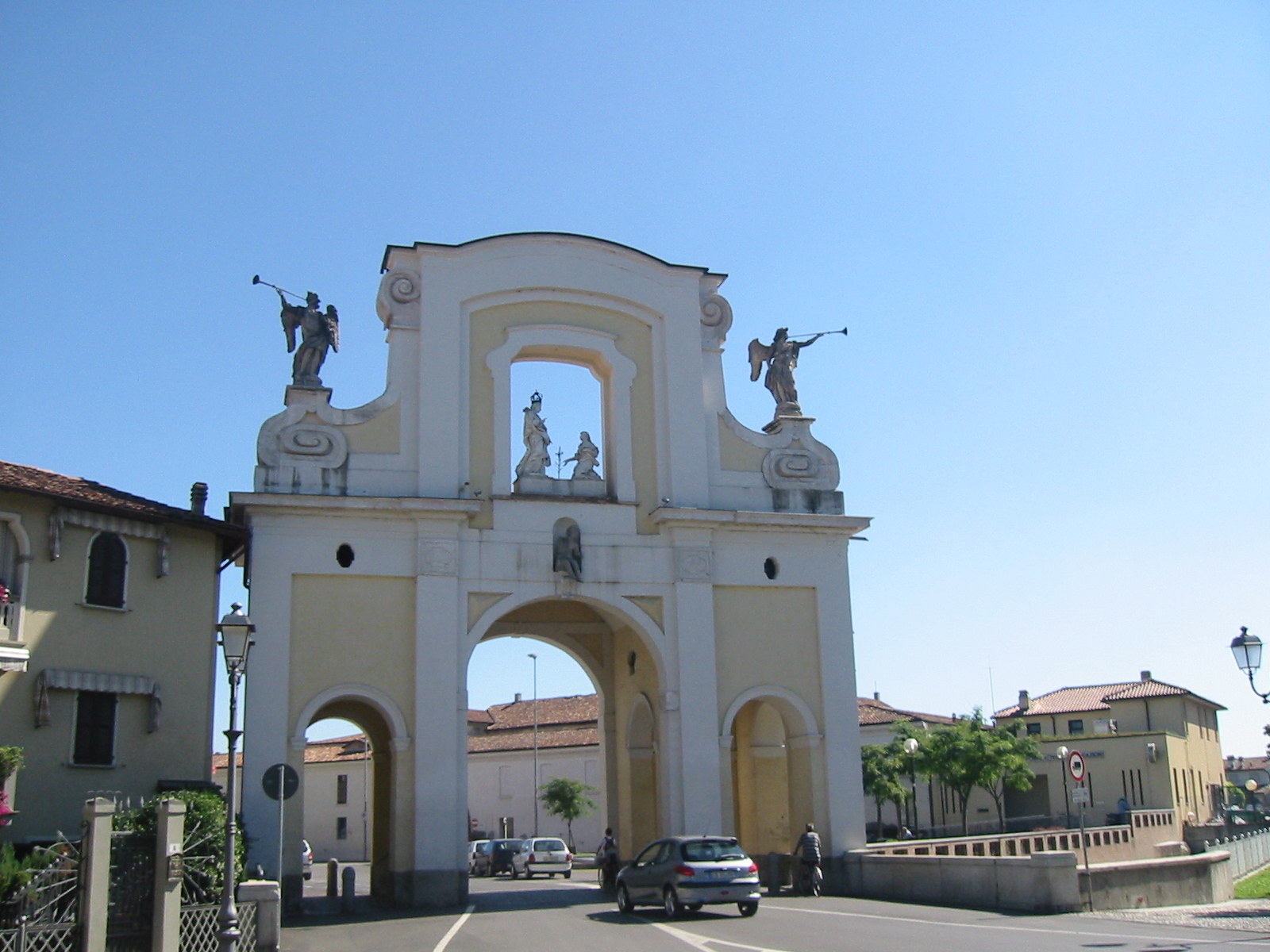
O Arco de Porta Nova

## Conexões externas
- Site da Prefeitura